# Instytut Budownictwa Wodnego Polskiej Akademii Nauk
Instytut Budownictwa Wodnego PAN (IBW PAN) – instytut naukowy Polskiej Akademii Nauk, założony w 1953 roku w Gdańsku. Jego misją jest zastosowanie metod technicznych badań podstawowych i rozwój technologii gospodarczego korzystania z wód.
IBW PAN znajduje się w Gdańsku; poletko doświadczalne zostało założone na Potoku Oliwskim.

## Dyrektorzy
Lista dyrektorów IBW PAN:
- od 1953 – prof. Romuald Cebertowicz
- 1957–1960 – prof. Witold Tubielewicz(inne języki)
- 1960–1974 – prof. Stanisław Hückel
- 1974–1986 – prof. Piotr Wilde(inne języki)
- 1986–1991 – prof. Stanisław Massel
- 1991–1997 – prof. Andrzej Sawicki
- 1997–2000 – prof. Piotr Wilde
- 2000–2004 – prof. Wojciech Majewski
- 2004–? – prof. Andrzej Sawicki
- ?–2024 – prof. Waldemar Świdziński[2]
- od 2024 – prof. Ryszard Staroszczyk(inne języki)[3]